# Benoît Schneckenburger
Pour les articles homonymes, voir Schneckenburger.
Benoît Schneckenburger, né le 27 décembre 1971, est un essayiste, militant politique et politologue français.
Enseignant en philosophie, il est responsable du service d’ordre bénévole de Jean-Luc Mélenchon.

## Biographie
Benoît Schneckenburger naît en 1971 dans une famille de chrétiens de gauche. Son père travaille à la direction des ressources humaines de Renault, puis à la Cogéma. Sa mère, femme au foyer, est très investie dans les activités paroissiales.
Il est agrégé de philosophie et docteur en science politique (2011). Après avoir enseigné dans l'enseignement secondaire, il est actuellement professeur en hypokhâgne au lycée Saint-Exupéry de Mantes-la-Jolie.

### Carrière politique
Son premier geste politique est de porter au revers de son blouson un badge, la main de SOS Racisme. Il intègre le secrétariat national de SOS Racisme et fait ses débuts militants contre le projet de loi Devaquet (1986), et devient aussi membre des collectifs Jeunes libertaires. Il se définit lui-même comme étant, à l'époque, un « militant d'extrême gauche ».
Côtoyant d'autres militants, il rencontre Jean-Luc Mélenchon au début des années 1990 au cours d'un collage d'affiche, (« Alors c'est vous qui collez des affiches ? La semaine prochaine, vous écrirez des tracts »), qui le séduit notamment par l'attention qu'il porte à la formation des militants. Il le suit au Parti socialiste en 1992.
En 1996, il défend les sans-papiers de l'église Saint-Bernard. 
Il quitte le parti socialiste dès 1996, avant Jean-Luc Mélenchon, recherchant « une alternative à gauche », et déçu par le manque de réactivité du parti socialiste après l'expulsion de trois cents étrangers sans papiers de l'église Saint-Bernard,. Il rejoint le syndicalisme « interprofessionnel », car « on ne peut pas être groupusculaire ».
En 2008, il suit Mélenchon et participe à la fondation du Parti de gauche,, car il y voit « une perspective cohérente pour le mouvement social ». Il devient ensuite le garde du corps bénévole de Jean-Luc Mélenchon. Il le raccompagne personnellement à son domicile dans les transports en commun, et gère aussi lors des meetings ou des défilés le service d'ordre et de sécurité, qui comporte au minimum 50 personnes pour les meetings et peut monter à 600 personnes lors d'un défilé, selon ses propres estimations. Alexis Corbière, porte-parole de Jean-Luc Mélenchon, déclare au sujet de Benoît Schneckenburger que même s'il est « un véritable intellectuel, il est prêt à toutes les tâches, même celles qui sont considérées comme les moins nobles. C’est assez fascinant,. »
Benoît Schneckenburger est aussi responsable de l'école de formation des militants, dans laquelle, selon Le Point, il « organise et anime les cycles de réflexions collectives sur des sujets théoriques — intérêts de classe et intérêt général, progrès et décroissance, histoire du mouvement ouvrier… »
Pour les municipales de 2014, il est candidat du Parti de gauche dans le 9e arrondissement de Paris. Il estime notamment que l'un des gros enjeux pour cet arrondissement est le logement, et qu'il faut « réquisitionner les logements vides et baisser le prix des loyers ». En mars 2017, le site du Parti de gauche indique que Schneckenburger est secrétaire national à la laïcité, à l'extrême droite et à l'antiracisme,. Deux ans plus tard, il est en douzième position sur la liste de La France insoumise pour les élections européennes.

### Vie privée
Ceinture noire de karaté depuis 2002, il est pacsé.

### Distinction
- 2015 : chevalier dans l'ordre national du Mérite[14]

## Idées
En 2012, Benoît Schneckenburger publie Populisme, le fantasme des élites. Selon L'Obs, cet ouvrage s'attaque à l'accusation « Mélenchon est populiste », qui se trouve par exemple dans un dessin de Plantu dans le journal Le Monde faisant de Jean-Luc Mélenchon un jumeau de Marine Le Pen, présidente du Front national, elle aussi accusée de populisme.

Pour Schneckenburger, « l’accusation de populisme cache un déni de démocratie », un « refus que le peuple participe trop à la vie politique ». Selon lui, « déjà Jean Bodin au XVIe siècle parlait de populace à mater à coups de bâton, il n'y a rien de nouveau aujourd'hui à utiliser le mot populisme comme une insulte. » Il considère que la campagne référendaire sur le projet de Constitution européenne en 2005 a marqué un point de « bascule » : 

« La haine contre le peuple qui s'est exprimée après le non montre à l'évidence que lorsqu'il décide démocratiquement, à l'issue d'un long débat public, contre les élites, c'est qu'il s'est trompé. »

Et aussi que « si l'on ne confond pas les aspirations populaires avec la démagogie et la xénophobie alors le populisme est l'autre nom de l'espoir démocratique. Il s'agit de redonner au peuple une image et une parole confisquées. »
En 2014, deux ans après l'élection de François Hollande à la présidence de la République, il critique la politique d'austérité du gouvernement, reproche au Parti communiste français de s'allier avec le Parti socialiste pour pratiquer une telle politique, et se désole que François Hollande ait pu faire une campagne sur « le changement c'est maintenant » pour gouverner de la sorte.

## Ouvrages
- Apprendre à philosopher avec Épicure, Paris, Éditions Ellipses, coll. « Apprendre à philosopher avec », 2011, 183 p. (ISBN 978-2-7298-6431-6)
- Populisme : le fantasme des élites, Paris, Bruno Leprince, coll. « Politique à gauche », 2012, 95 p. (ISBN 978-2-36488-013-9)
- Intelligence du matérialisme (préf. Jean-Luc Mélenchon), Noisy-le-Sec, L'Épervier, coll. « Pour aller plus loin », 2013, 123 p. (ISBN 978-2-36194-020-1)
- Les Phrases choc de la philosophie commentées, Paris, Éditions Ellipses, 2017, 222 p. (ISBN 978-2-340-01598-2)
- Insoumission Émancipation Laïcité, Bruno Leprince, coll. « Politique à gauche », 2019 (ISBN 978-2-36488-150-1)